# Månbröstad trögfågel
Månbröstad trögfågel (Malacoptila striata) är en fågel i familjen trögfåglar inom ordningen jakamar- och trögfåglar.

## Utseende
Månbröstad trögfågel är en kryptiskt tecknad medlem av familjen. Fjäderdräkten är genomgående brun, med mer kanelbruna strimmor nerför huvud, rygg och vingar. På bröstet syns ett svartvitt band som gett arten dess namn.

## Utbredning och systematik
Månbröstad trögfågel delas in i två underarter med följande utbredning:
- Malacoptila striata minor – förekommer i fuktiga lågländer i nordöstra Brasilien (nordöstra Maranhão)
- Malacoptila striata striata – förekommer i sydöstra Brasilien (från södra Bahia och östra Minas Gerais till Santa Catarina)

## Levnadssätt
Månbröstad trögfågel hittas i fuktiga skogar och ungskog. Där ses den sitta helt orölig i långa stunder i undervegetationen eller upp till skogens mellersta skikt.

## Status
IUCN bedömer hotstatus för underarterna var för sig, striata som livskraftig och minor som starkt hotad.